# Ogcodes croucampi
Ogcodes croucampi är en tvåvingeart som beskrevs av Barraclough 1997. Ogcodes croucampi ingår i släktet Ogcodes och familjen kulflugor. Inga underarter finns listade i Catalogue of Life.